# Osijek Pride
Osijek Pride je LGBT povorka ponosa u hrvatskom gradu Osijeku. Prvu osječku paradu ponosa organizirala je udruga LiberOs 6. rujna 2014. pod sloganom „Osijek - nepokoreni grad; LGBTIQ nepokoreni građani“. Sudjelovalo je 300 osoba i povorka je prošla bez incidenata. Osijek je treći grad u Hrvatskoj koji je održao paradu ponosa, nakon Zagreba (od 2002.) i Splita (od 2011.).

## Vanjske poveznice
- Izvješće HRT Vijesti  Arhivirana inačica izvorne stranice od 4. siječnja 2015. (Wayback Machine)